# Джорджо I Гізі
Джорджо I Гізі (італ. Giorgio Ghisi; д/н — 15 березня 1311) — триарх південного Негропонте в 1299—1311 роках.

## Життєпис
Походив з венеціанського патриціанського роду Гізі. Син Бартоломео I, сеньйора Тіноса і Міконоса. Близько 1280 одружився з донькою і спадкоємицею Гі де ла Тремуйля, отримавши у посаг баронство Халандріца. 1288 року помирає його дружина. Невдовзі передав баронію своєму зятю П'єро.
У 1292 році призначається каштеляном Каламати. Того ж року напав на озброєний загін каталонського адмірала Рожера де Лауріа, що висадився біля Пілоса. Потрапив у полон і був звільнений за викуп в 10 тисяч гіперпіронів. 1299 року одружився з Алікс, триархінею південного Негропонте, внаслідок чого став володарем цієї сеньйорії за правом дружини.
З 1292 року долучився до війни Венеції з Візантією на боці першої. Навесні 1302 року разом з Беллето Джустініані і Бартоломео Міккелі відвоював у візантійців острови Кеа і Серіфос, при розподілі здобичі втримав за собою їх більшу частину. Після смерті батька у вересні того ж року успадкував острови Тінос і Міконос.
1310 року брав участь у перемовинах між Венецією і Візантією. 1311 року в складі військ афінського герцога Готьє I брав участь у битві при Кефісі, проти Каталонської компанії (загону арагонських найманців — альмогаварів), де герцог зазнав поразки й загинув. Також тут загинув й Джорджо Гізі. Йому спадкував син Бартоломео Гізі.

## Родина
1. Дружина — донька Гі де ла Тремуйля, барона Халандіци.
Діти:
- донька, дружина П'єро далле Карчері

2. Дружина — Алікс далле Карчері.
Діти:
- Бартоломео (д/н—1341), триарх південного Негропонте
- Маріно, сеньйор Тіноса
- Філіпа, дружина Даніеле Брагадіні, патриція Венеції
- Алікс, дружина Руджієро Премірано, патриція Венеції